# Kabinett Schwerin von Krosigk
Das Kabinett Schwerin von Krosigk (auch Dönitz-Kabinett oder Flensburger Kabinett) bildete nach den Suiziden von Adolf Hitler und Joseph Goebbels sowie dem Fall Berlins eine international nicht anerkannte geschäftsführende Reichsregierung.
Karl Dönitz hatte, wie im politischen Testament Adolf Hitlers auf Grundlage des Gesetzes über den Nachfolger des Führers und Reichskanzlers von 1934 festgelegt, am 1. Mai 1945 das Amt des Reichspräsidenten übernommen, womit die Tätigkeit der Regierung Dönitz begann. Am darauffolgenden Tag beauftragte Dönitz den dienstältesten bisherigen Finanzminister Johann Ludwig Graf Schwerin von Krosigk als Leitenden Reichsminister mit der Regierungsbildung. Der Posten des Reichskanzlers war nicht vorgesehen. Um den Übergangscharakter der Regierung zu betonen, entschloss sich Dönitz, in Absprache mit Krosigk eine geschäftsführende Reichsregierung zu bilden.
Die Reichsregierung hatte ab 3. Mai 1945 ihren Sitz im Sonderbereich Mürwik. Am Abend des 5. Mai wurden die neuen Kabinettsposten vergeben.
In einem undatierten Schreiben aus dem Mai 1945 unterrichtete der leitende Minister Schwerin von Krosigk General Dwight D. Eisenhower und das sowjetische Oberkommando sodann über die Regierungsbildung. Krosigk erklärte, dass es das Regierungsziel sei, „den Krieg zu liquidieren“. Zudem zählte er die Reichsminister auf, die mit der Neubildung ausgeschieden waren.
Das Kabinett war über die bedingungslose Kapitulation der Wehrmacht hinaus im Sonderbereich Mürwik bis zur Verhaftung der Kabinettsmitglieder am 23. Mai 1945 im Amt, hatte faktisch jedoch kaum Bedeutung. Am 5. Juni 1945 übernahmen die Hauptsiegermächte durch den Alliierten Kontrollrat auch formell die oberste Regierungsgewalt in Deutschland (Berliner Erklärung), wodurch spätestens zu diesem Zeitpunkt die Amtszeit Schwerin von Krosigks endete.

## Zusammensetzung
| Kabinett Schwerin von Krosigk (2. Mai bis 23. Mai 1945) | Kabinett Schwerin von Krosigk (2. Mai bis 23. Mai 1945) | Kabinett Schwerin von Krosigk (2. Mai bis 23. Mai 1945)                   | Kabinett Schwerin von Krosigk (2. Mai bis 23. Mai 1945) | Kabinett Schwerin von Krosigk (2. Mai bis 23. Mai 1945) |
| Amt                                                     | Minister                                                | Minister                                                                  | Partei                                                  | Partei                                                  |
| ------------------------------------------------------- | ------------------------------------------------------- | ------------------------------------------------------------------------- | ------------------------------------------------------- | ------------------------------------------------------- |
| Leitender Minister ab 2. Mai 1945                       |                                                         | Johann Ludwig Graf Schwerin von Krosigk                                   |                                                         | NSDAP                                                   |
| Auswärtiges Amt ab 2. Mai 1945                          |                                                         | Johann Ludwig Graf Schwerin von Krosigk                                   |                                                         | NSDAP                                                   |
| Finanzen schon im Kabinett Hitler                       |                                                         | Johann Ludwig Graf Schwerin von Krosigk                                   |                                                         | NSDAP                                                   |
| Inneres                                                 |                                                         | Wilhelm Stuckart ab 3. Mai 1945                                           | NSDAP                                                   |                                                         |
| Kultur                                                  |                                                         | Wilhelm Stuckart ab 3. Mai 1945                                           | NSDAP                                                   |                                                         |
| Justiz                                                  |                                                         | Herbert Klemm ab 5. Mai 1945                                              | NSDAP                                                   |                                                         |
| Wirtschaft                                              |                                                         | Albert Speer ab 5. Mai 1945                                               | NSDAP                                                   |                                                         |
| Ernährung und Landwirtschaft                            |                                                         | Herbert Backe schon im Kabinett Hitler                                    | NSDAP                                                   |                                                         |
| Arbeit                                                  |                                                         | Franz Seldte schon im Kabinett Hitler                                     | NSDAP                                                   |                                                         |
| Post ab 5. Mai 1945                                     |                                                         | Julius Dorpmüller                                                         | NSDAP                                                   |                                                         |
| Verkehr schon im Kabinett Hitler                        |                                                         | Julius Dorpmüller                                                         | NSDAP                                                   |                                                         |
| Oberbefehlshaber der Kriegsmarine                       |                                                         | Hans-Georg von Friedeburg ab 1. Mai 1945                                  | NSDAP                                                   |                                                         |
| Chef des Oberkommandos der Wehrmacht                    |                                                         | Wilhelm Keitel seit dem Kabinett Hitler bis zur Festnahme am 13. Mai 1945 |                                                         | NSDAP                                                   |
| Chef des Oberkommandos der Wehrmacht                    |                                                         | Alfred Jodl ab 13. Mai 1945                                               |                                                         | NSDAP                                                   |

Am 2. Mai beauftragte Karl Dönitz Lutz Graf Schwerin von Krosigk mit der Bildung einer geschäftsführenden sowie unpolitischen Reichsregierung. Von Krosigk wurde zum Leitenden Minister ernannt, blieb Finanzminister und löste am selben Tag auch Arthur Seyß-Inquart als Außenminister ab.
Unterdessen blieben die Minister des Kabinett Goebbels gemäß dem Reichsministergesetz von 1930 formal im Amt, bis sie durch einen neuen Minister ersetzt wurden, vom Reichspräsidenten ausdrücklich aus dem Amt entfernt wurden oder freiwillig zurückgetreten waren.
Am 3. Mai ernannte Dönitz Wilhelm Stuckart zum Innen– und Kulturminister. Er ersetzte damit Paul Giesler und Gustav Adolf Scheel.
Die neue Reichsregierung wurde am 5. Mai vorgestellt. Julius Dorpmüller, der zuvor aus dem Kabinett Goebbels gestrichen worden war, wurde erneut zum Verkehrsminister und zusätzlich zum Postminister ernannt. Herbert Backe blieb Reichsminister für Ernährung und Landwirtschaft. Albert Speer ersetzte Walther Funk als Wirtschaftsminister, Franz Seldte ersetzte Theo Hupfauer als Arbeitsminister und Herbert Klemm ersetzte Otto Georg Thierack als Justizminister.
Drei Ministerien wurden abgeschafft (Reichsluftfahrtministerium, Reichsministerium für die besetzten Ostgebiete und Reichsministerium für Volksaufklärung und Propaganda). Die Ministerien für Rüstung und Kriegsproduktion sowie für kirchliche Angelegenheiten spielten keine Rolle mehr.